# Anatolie Doroș
Anatolie Doroș (ur. 21 marca 1983 w Vertiujeni) – mołdawski piłkarz grający na pozycji napastnika, reprezentant Mołdawii.

## Kariera piłkarska

### Początek kariery
Karierę piłkarską rozpoczął jako junior w ULIM Kiszyniów. Od sezonu 2001/2002 grał w mołdawskiej ekstraklasie w barwach FC Hîncești, gdzie rozegrał 25 spotkań i strzelił 4 bramki. Następnie przeszedł do Nistru Otaci. W pierwszym sezonie w tym klubie rozegrał 12 spotkań zdobywając zaledwie 2 bramki. W drugim sezonie (2003/2004) w 19 meczach strzelił 9 bramek.

### Gra w Polsce
Następnie przeszedł do Legii Warszawa, gdzie przebywał zaledwie pół roku i rozegrał 2 spotkania. Odszedł do lokalnego rywala Legii – Polonii, gdzie również spędził pół roku i rozegrał 7 spotkań. W sezonie 2005/2006 przeszedł do Korony Kielce i w debiucie strzelił bramkę, ale więcej nie zagrał.

### Dalsza część kariery
Po pobycie w Polsce piłkarz przeniósł się do ligi azerskiej. Podpisał kontrakt z MKT-Araz İmişli, gdzie był podstawowym zawodnikiem: zagrał łącznie 22 mecze i strzelił 8 bramek. Na początku kolejnego sezonu na pół roku trafił do innego azerskiego klubu – Standard Baku, gdzie zagrał 11 spotkań i strzelił 5 bramek. W 2008 zagrał w rosyjskim klubie Wołga Uljanowsk, gdzie przez kolejne pół roku wystąpił w 15 spotkaniach i strzelił 2 bramki.
W sezonie 2008/2009 występował w FK Karvan Yevlax aby sezon później przenieść się do Olimpik Baku. W lipcu 2010 przeszedł do ukraińskiego Czornomorca Odessa. 20 listopada 2010 klub i piłkarz za obopólną zgodą anulowali kontrakt. Potem występował w klubach Irtysz Pawłodar, FK Astana, Simurq Zaqatala, Rapid Ghidighici, Veris Drăgănești i ponownie Rapid.